# Xã Stillwater, Quận Bowman, Bắc Dakota
Xã Stillwater (tiếng Anh: Stillwater Township) là một xã thuộc quận Bowman, tiểu bang Bắc Dakota, Hoa Kỳ. Năm 2010, dân số của xã này là 28 người.